# Liste der Adelsgeschlechter namens Heyden
Diese Liste ist eine Übersicht der Adelsgeschlechter namens Heyden, deren Angehörige sich teilweise auch Heiden nannten:
- Heiden, ein rheinländisches Geschlecht, erloschen im 15. Jahrhundert, aufgegangen in den auch Bongart-Heiden[1]
- von der Heyden (Adelsgeschlecht), ein rheinländisch-luxemburgisches Adelsgeschlecht
- Heyden (pommersches Adelsgeschlecht), ein pommersches, ursprünglich münsterländisches Adelsgeschlecht, ab 1785 auch Heyden-Linden, ab 1824 auch Heyden-Cartlow
- Heyden-Nerfken, ein ostpreußisches Adelsgeschlecht
- Heyden (westfälisches Adelsgeschlecht), ein westfälisch-estländisches Adelsgeschlecht
- Heyden (1686), ein Gelnhausener Stadtgeschlecht, 1686 nobilitiert
- Heyden (1732), ein vorpommersches Geschlecht, 1732 nobilitiert
- Heyden-Rynsch, ein niederrheinisches Adelsgeschlecht
- Edle Heyden von Hungerkhausen, nassauisches Geschlecht, 1745 Adelsbestätigung[2]